# Lista över fornlämningar i Falkenbergs kommun (Okome)
Lista över fornlämningar i Falkenbergs kommun (Okome) är en förteckning av ett urval av de fornlämningar som finns i Okome i Falkenbergs kommun.
| Namn                        | Lämningstyp                 | Tillkomsttid | Historisk indelning | Plats | Läge                 | ID-nr          | Bild                                 |
| --------------------------- | --------------------------- | ------------ | ------------------- | ----- | -------------------- | -------------- | ------------------------------------ |
| Pengakullen (Okome 1:1)     | Hög                         |              | Okome, Halland      |       | 57.038450, 12.659799 | 10148100010001 | Ladda upp en bild av detta fornminne |
| Okome 3:1                   | Hög                         |              | Okome, Halland      |       | 57.044973, 12.668469 | 10148100030001 | Ladda upp en bild av detta fornminne |
| Okome 4:1                   | Hög                         |              | Okome, Halland      |       | 57.050362, 12.669347 | 10148100040001 | Ladda upp en bild av detta fornminne |
| Okome 5:1                   | Stensättning                |              | Okome, Halland      |       | 57.056035, 12.691652 | 10148100050001 | Ladda upp en bild av detta fornminne |
| Restareboberget (Okome 6:1) | Hög                         |              | Okome, Halland      |       | 57.055871, 12.698355 | 10148100060001 | Ladda upp en bild av detta fornminne |
| Björkekullen (Okome 7:1)    | Gravfält                    |              | Okome, Halland      |       | 57.055804, 12.688414 | 10148100070001 | Ladda upp en bild av detta fornminne |
| Okome 9:1                   | Hällristning                |              | Okome, Halland      |       | 57.052645, 12.692366 | 10148100090001 | Ladda upp en bild av detta fornminne |
| Okome 9:2                   | Hällristning                |              | Okome, Halland      |       | 57.052581, 12.692571 | 10148100090002 | Ladda upp en bild av detta fornminne |
| Okome 10:1                  | Hällristning                |              | Okome, Halland      |       | 57.051683, 12.693253 | 10148100100001 | Ladda upp en bild av detta fornminne |
| Okome 10:2                  | Hällristning                |              | Okome, Halland      |       | 57.051670, 12.693218 | 10148100100002 | Ladda upp en bild av detta fornminne |
| Domstenarna (Okome 11:1)    | Stenkrets                   |              | Okome, Halland      |       | 57.054365, 12.694159 | 10148100110001 | Ladda upp en bild av detta fornminne |
| Domstenarna (Okome 11:2)    | Stenkrets                   |              | Okome, Halland      |       | 57.054418, 12.693892 | 10148100110002 | Ladda upp en bild av detta fornminne |
| Okome 12:1                  | Röse                        |              | Okome, Halland      |       | 57.053593, 12.693605 | 10148100120001 | Ladda upp en bild av detta fornminne |
| Okome 13:1                  | Hällristning                |              | Okome, Halland      |       | 57.037979, 12.690309 | 10148100130001 | Ladda upp en bild av detta fornminne |
| Okome 14:1                  | Hällristning                |              | Okome, Halland      |       | 57.038937, 12.689907 | 10148100140001 | Ladda upp en bild av detta fornminne |
| Lunnarehögen (Okome 15:1)   | Hög                         |              | Okome, Halland      |       | 57.048090, 12.681406 | 10148100150001 | Ladda upp en bild av detta fornminne |
| Okome 16:1                  | Hög                         |              | Okome, Halland      |       | 57.039072, 12.675979 | 10148100160001 | Ladda upp en bild av detta fornminne |
| Okome 16:2                  | Hög                         |              | Okome, Halland      |       | 57.038813, 12.675633 | 10148100160002 | Ladda upp en bild av detta fornminne |
| Okome 16:3                  | Hög                         |              | Okome, Halland      |       | 57.038787, 12.675397 | 10148100160003 | Ladda upp en bild av detta fornminne |
| Okome 17:1                  | Röse                        |              | Okome, Halland      |       | 57.050309, 12.704707 | 10148100170001 | Ladda upp en bild av detta fornminne |
| Okome 18:1                  | Hällristning                |              | Okome, Halland      |       | 57.038466, 12.675430 | 10148100180001 | Ladda upp en bild av detta fornminne |
| Okome 20:1                  | Röse                        |              | Okome, Halland      |       | 57.059209, 12.704481 | 10148100200001 | Ladda upp en bild av detta fornminne |
| Okome 21:1                  | Röse                        |              | Okome, Halland      |       | 57.062287, 12.706384 | 10148100210001 | Ladda upp en bild av detta fornminne |
| Okome 22:1                  | Röse                        |              | Okome, Halland      |       | 57.063303, 12.707538 | 10148100220001 | Ladda upp en bild av detta fornminne |
| Marebäck (Okome 23:1)       | Röse                        |              | Okome, Halland      |       | 57.067186, 12.711430 | 10148100230001 | Ladda upp en bild av detta fornminne |
| Marebäck (Okome 23:2)       | Röse                        |              | Okome, Halland      |       | 57.066988, 12.711940 | 10148100230002 | Ladda upp en bild av detta fornminne |
| Okome 25:1                  | Röse                        |              | Okome, Halland      |       | 57.059233, 12.696639 | 10148100250001 | Ladda upp en bild av detta fornminne |
| Okome 25:2                  | Stensättning                |              | Okome, Halland      |       | 57.059084, 12.696369 | 10148100250002 | Ladda upp en bild av detta fornminne |
| Okome 25:3                  | Stensättning                |              | Okome, Halland      |       | 57.058949, 12.696085 | 10148100250003 | Ladda upp en bild av detta fornminne |
| Okome 28:1                  | Röse                        |              | Okome, Halland      |       | 57.064453, 12.692444 | 10148100280001 | Ladda upp en bild av detta fornminne |
| Okome 29:1                  | Hög                         |              | Okome, Halland      |       | 57.072641, 12.681308 | 10148100290001 | Ladda upp en bild av detta fornminne |
| Okome 32:1                  | Hög                         |              | Okome, Halland      |       | 57.058422, 12.685328 | 10148100320001 | Ladda upp en bild av detta fornminne |
| Okome 34:1                  | Röse                        |              | Okome, Halland      |       | 57.067659, 12.677167 | 10148100340001 | Ladda upp en bild av detta fornminne |
| Okome 35:1                  | Röse                        |              | Okome, Halland      |       | 57.068262, 12.679197 | 10148100350001 | Ladda upp en bild av detta fornminne |
| Okome 36:1                  | Röse                        |              | Okome, Halland      |       | 57.073631, 12.675227 | 10148100360001 | Ladda upp en bild av detta fornminne |
| Buskaryggarna (Okome 37:1)  | Gravfält                    |              | Okome, Halland      |       | 57.073897, 12.670503 | 10148100370001 | Ladda upp en bild av detta fornminne |
| Okome 38:1                  | Hög                         |              | Okome, Halland      |       | 57.072290, 12.659845 | 10148100380001 | Ladda upp en bild av detta fornminne |
| Okome 40:1                  | Röse                        |              | Okome, Halland      |       | 57.080438, 12.665381 | 10148100400001 | Ladda upp en bild av detta fornminne |
| Okome 41:1                  | Röse                        |              | Okome, Halland      |       | 57.081882, 12.666909 | 10148100410001 | Ladda upp en bild av detta fornminne |
| Okome 42:1                  | Hög                         |              | Okome, Halland      |       | 57.077765, 12.671176 | 10148100420001 | Ladda upp en bild av detta fornminne |
| Okome 42:2                  | Stensättning                |              | Okome, Halland      |       | 57.077534, 12.671502 | 10148100420002 | Ladda upp en bild av detta fornminne |
| Okome 62:1                  | Hög                         |              | Okome, Halland      |       | 57.072049, 12.652230 | 10148100620001 | Ladda upp en bild av detta fornminne |
| Okome 83:1                  | Grav markerad av sten/block |              | Okome, Halland      |       | 57.073704, 12.672401 | 10148100830001 | Ladda upp en bild av detta fornminne |
| Okome 95:1                  | Hög                         |              | Okome, Halland      |       | 57.093970, 12.675653 | 10148100950001 | Ladda upp en bild av detta fornminne |
| Okome 96:1                  | Röse                        |              | Okome, Halland      |       | 57.065102, 12.697137 | 10148100960001 | Ladda upp en bild av detta fornminne |
| Okome 98:1                  | Hög                         |              | Okome, Halland      |       | 57.072122, 12.680521 | 10148100980001 | Ladda upp en bild av detta fornminne |
| Okome 103:1                 | Hög                         |              | Okome, Halland      |       | 57.092949, 12.748549 | 10148101030001 | Ladda upp en bild av detta fornminne |
| Okome 104:1                 | Hällristning                |              | Okome, Halland      |       | 57.060441, 12.684834 | 10148101040001 | Ladda upp en bild av detta fornminne |
| Okome 105:1                 | Hällristning                |              | Okome, Halland      |       | 57.067340, 12.688725 | 10148101050001 | Ladda upp en bild av detta fornminne |
| Okome 108:1                 | Stensättning                |              | Okome, Halland      |       | 57.038039, 12.675395 | 10148101080001 | Ladda upp en bild av detta fornminne |
| Okome 109:1                 | Stensättning                |              | Okome, Halland      |       | 57.031402, 12.691232 | 10148101090001 | Ladda upp en bild av detta fornminne |
| Okome 110:1                 | Stensättning                |              | Okome, Halland      |       | 57.036419, 12.686761 | 10148101100001 | Ladda upp en bild av detta fornminne |
| Okome 111:1                 | Hällristning                |              | Okome, Halland      |       | 57.038739, 12.679032 | 10148101110001 | Ladda upp en bild av detta fornminne |
| Okome 111:2                 | Hällristning                |              | Okome, Halland      |       | 57.038686, 12.678891 | 10148101110002 | Ladda upp en bild av detta fornminne |
| Okome 111:3                 | Hällristning                |              | Okome, Halland      |       | 57.038890, 12.679152 | 10148101110003 | Ladda upp en bild av detta fornminne |
| Okome 125:1                 | Stensättning                |              | Okome, Halland      |       | 57.054540, 12.687563 | 10148101250001 | Ladda upp en bild av detta fornminne |
| Okome 126:1                 | Stensättning                |              | Okome, Halland      |       | 57.055168, 12.686713 | 10148101260001 | Ladda upp en bild av detta fornminne |
| Okome 126:2                 | Stensättning                |              | Okome, Halland      |       | 57.055473, 12.686835 | 10148101260002 | Ladda upp en bild av detta fornminne |
| Okome 127:1                 | Stensättning                |              | Okome, Halland      |       | 57.056464, 12.687057 | 10148101270001 | Ladda upp en bild av detta fornminne |